# 비밀 작전
비밀 작전(covert operation) 또는 잠입 작전(undercover operation)은 담당 당사자의 신원을 숨기기 위해 비밀 요원이나 위장 위장 아래 행동하는 군대 또는 경찰 작전을 의미한다.

## 미국 법
미국 법에 따르면, 중앙정보국 (CIA)은 대통령이 다른 기관이 비밀 작전을 수행해야 한다고 판단하고 의회에 통보하지 않는 한, 비밀 작전을 주도해야 한다. CIA의 비밀 작전 수행 권한은 1947년 국가안보법에서 비롯되었다. 로널드 레이건 대통령은 1984년에 미국 정보 활동이라는 제목의 행정명령 12333호를 발표했다. 이 명령은 비밀 작전을 미국 정부가 합법적으로 부인할 수 있는 "특수 활동", 즉 정치적 및 군사적 활동으로 정의했다. CIA는 또한 1991년 정보 인가법 및 미국 법전 제50편 413(e)조에 따라 유일한 권한을 부여받았다. CIA는 1991년 정보 인가법에 대한 휴스-라이언 수정안에 따라 이러한 활동을 수행하기 위해 대통령이 발행하는 "대통령 결정"을 받아야 한다. 이 결정들은 미국 상원과 하원의 감독 위원회에서 모니터링된다. 이러한 틀의 결과로, 한 저자에 따르면 CIA는 "연방 정부의 다른 어떤 기관보다 의회로부터 더 많은 감독을 받는다". 특수활동부 (SAD)는 CIA 작전국의 한 부서로, 비밀 작전 및 "특수 활동"을 담당한다. 이러한 특수 활동에는 비밀 정치적 영향력 행사 및 준군사 작전이 포함된다.

### 영향
시카고 대학교 정치학자 오스틴 카슨의 2018년 연구에 따르면, 비밀 작전은 분쟁이 전면전으로 확대되는 것을 막는 유익한 효과를 가질 수 있다. 그는 군사 작전을 비밀로 유지하는 것이 확대 역학을 제한하고, 동시에 지도자들이 국내 압력으로부터 보호받으면서도 전쟁을 통제하려는 자신들의 의사를 적에게 전달할 수 있도록 한다고 주장한다. 그는 비밀 작전이 다른 주요 강대국들에 의해 자주 탐지된다는 것을 발견했다.
2024년 연구에 따르면, 비밀 작전이 명백하더라도 국가가 이를 부인하는 것이 (비밀 작전을 공개하는 것에 비해) 긴장 완화 효과를 가질 수 있다는 사실이 밝혀졌다.

## 국내 환경
"잠입"하는 것 (즉, 잠입 작전을 수행하는 것)은 관찰 대상에 의해 탐지되지 않도록 하는 것이며, 특히 기밀 정보를 얻거나 확인하기 위해, 또는 정보를 수집하거나 증거를 얻기 위해 대상 개인이나 조직의 신뢰를 얻는 목적으로 자신의 신분을 위장하거나 가장 신분을 사용하는 것을 의미한다. 잠입 작전은 전통적으로 법집행기관 및 사립탐정에 의해 사용되며, 이러한 역할의 사람들은 일반적으로 잠입 요원이라고 불린다.

## 블랙 작전
블랙 작전 또는 "블랙 옵스"는 관청, 군사 부대 또는 준군사조직에 의한 비밀 또는 비밀 작전으로, 작전 자체가 조직이나 정부의 감시로부터 최소한 부분적으로 숨겨져 있는 경우를 말한다. 예를 들어, 미국에서는 일부 군사 및 정보 기관의 활동이 기밀 "블랙 예산"으로 자금 지원되는데, 그 세부 사항과 때로는 총액조차도 대중과 대부분의 의회 감독으로부터 숨겨진다.
그러한 단일 활동은 블랙 백 작전이라고 불릴 수 있다. 이 용어는 주로 인간 정보 작전을 위해 정보를 얻기 위한 건물에 대한 비밀 침입에 사용된다. 이러한 작전은 FBI, CIA, NSA, KGB, 슈타지, 모사드, MI6, MI5, ASIS, COMANF, DGSE, AISE, CNI, MSS, VAJA, R&AW, UDU, SVR, FSB, GRU, ISI, BND, BIN 및 기타 국가의 정보 기관에서 수행되었다.

## 역사
법 집행 기관은 역사를 통틀어 다양한 방식으로 잠입 활동을 수행해 왔지만, 외젠 프랑수아 비도크 (1775-1857)는 19세기 초 프랑스에서 프랑스 제1제국 말기부터 1814년부터 1830년까지 부르봉 왕정복고 기간의 대부분 동안 최초의 조직적인 (비공식적이지만) 잠입 프로그램을 개발했다. 1811년 말 비도크는 비공식 사복 부대인 여단 드 라 쉬르테("보안 여단")를 설립했고, 이는 나중에 경찰청 산하 보안 경찰 부대로 전환되었다. 쉬르테는 처음에는 8명, 다음에는 12명, 1823년에는 20명의 직원을 두었다. 1년 후, 다시 확장되어 28명의 비밀 요원을 두었다. 또한, 쉬르테를 위해 비밀리에 일하는 8명의 사람이 있었지만, 그들은 급여 대신 도박장 면허를 받았다. 비도크의 부하들 중 상당수는 자신과 같은 전직 범죄자들로 구성되었다.
비도크는 그의 요원들을 직접 훈련시켰는데, 예를 들어 작업 종류에 따라 올바른 위장을 선택하는 방법 등이다. 그 자신도 범죄자를 추적하러 나갔다. 그의 회고록은 자신이 거지나 늙은 뿔난 남편 행세를 하며 악당들을 속이는 이야기가 가득하다. 한때, 그는 심지어 자신의 죽음을 가장하기도 했다.
잉글랜드에서 최초의 현대 경찰 병력은 1829년 로버트 필 경에 의해 런던의 메트로폴리탄 경찰로 설립되었다. 처음부터 이 병력은 사복 잠입 형사를 간헐적으로 고용했지만, 그들의 권한이 정치적 탄압 목적으로 사용되고 있다는 대중의 우려가 컸다. 이러한 우려 때문에, 1845년 공식 경찰 명령은 모든 잠입 작전이 경정에 의해 특별히 승인되어야 한다고 규정했다. 에드먼드 헨더슨 경찰청장이 공식적인 사복 형사 부서를 설립한 것은 1869년이었다.

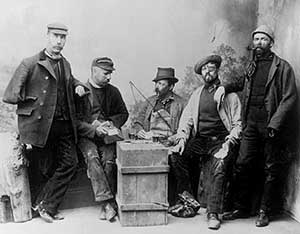
1911년 런던 독스에서 잠입 작전을 수행하는 아일랜드 특별 지부 형사들

최초의 특수지부는 1883년 런던 MPS의 형사 수사부의 한 부서로 설립된 아일랜드 특별 지부였는데, 처음에는 몇 년 전 아일랜드 공화주의 형제회가 시작한 폭탄 테러 캠페인에 대처하기 위함이었다. 이 선구적인 부서는 대테러 기술 훈련을 받은 최초의 부서가 되었다.
그 명칭은 특수지부로 변경되었는데, 그 임무가 점차 확대되어 대테러, 외국 전복 방지 및 조직범죄 침투에 대한 일반적인 역할을 포함하게 되었기 때문이다. 다른 법 집행 기관들도 유사한 지부를 설립했다.
미국에서는 윌리엄 매카두 뉴욕 경찰국장 휘하의 뉴욕 경찰국이 1906년 이탈리아 빈민가에서 만연한 범죄와 협박에 대처하기 위해 이탈리아 전담반을 설립하면서 유사한 경로를 택했다. 여러 연방 기관들은 그 직후 자체 잠입 프로그램을 시작했다. 찰스 조지프 보나파르트는 1908년 연방수사국의 전신인 수사국을 설립했다.
동구권의 비밀경찰도 비밀 요원을 사용했다.

## 범죄 활동 참여
잠입 요원은 수사의 일환으로 범죄 활동에 참여할 수 있다. 요는 이러한 현상을 설명하기 위해 승인된 범죄라는 용어를 정의했는데, 그녀는 이를 주로 잠입 법 집행관에게만 국한하며, 비밀 정보원은 제외한다. 이러한 범죄 활동은 주로 "용의자가 대상 범죄에 참여할 기회를 제공"하고 그들의 위장 신분을 유지하거나 강화하는 데 사용된다. 그러나 이러한 범죄는 수사를 진전시키는 데 필요해야 하며, 그렇지 않으면 다른 범죄와 마찬가지로 기소될 수 있다. FBI는 그러한 활동이 수사를 위해 승인되고 필요해야 한다고 요구한다. 그들은 또한 요원들이 범죄 활동을 선동하거나 (함정 수사를 피하기 위해) 자기 방어 또는 타인의 방어를 제외하고는 폭력에 참여할 수 없다고 규정한다. 승인된 범죄를 둘러싼 대부분의 다른 법률은 통일되어 있지 않으며 연방 및 주 법률의 모자이크이다.

## 위험
잠입 요원이 직면할 수 있는 두 가지 주요 문제는 신분 유지와 정상적인 임무로의 복귀이다.
새로운 환경에서 이중생활을 하는 것은 많은 문제를 야기한다. 잠입 활동은 특수 요원이 수행할 수 있는 가장 스트레스가 많은 업무 중 하나이다. 확인된 가장 큰 스트레스 원인은 요원이 친구, 가족 및 정상적인 환경으로부터 분리되는 것이다. 이러한 단순한 고립은 우울증과 불안으로 이어질 수 있다. 요원들의 이혼율에 대한 데이터는 없지만, 관계에 대한 부담은 발생한다. 이는 비밀 유지의 필요성과 업무 문제를 공유할 수 없는 능력, 예측 불가능한 근무 시간, 성격 및 생활 방식 변화, 그리고 분리 기간으로 인해 관계에 문제가 발생할 수 있다.
조사의 방향이 불분명하거나 언제 끝날지 모르는 것 또한 스트레스를 유발할 수 있다. 정교한 계획, 위험, 그리고 비용은 요원에게 성공해야 한다는 압력을 주어 상당한 스트레스를 유발할 수 있다. 잠입 요원이 직면하는 스트레스는 행정 및 관료주의가 주요 스트레스 원인인 일반 임무의 동료들과는 상당히 다르다. 잠입 요원은 관료주의에서 벗어나 있기 때문에 또 다른 문제가 발생할 수 있다. 제복, 배지, 지속적인 감독, 고정된 근무지 또는 (종종) 정해진 임무의 통제가 부족한 것은 조직범죄와의 지속적인 접촉과 결합되어 부패 가능성을 증가시킬 수 있다.
이러한 스트레스는 일부 요원들의 약물 또는 알코올 남용 발달에 중요한 역할을 할 수 있다. 그들은 다른 경찰보다 더 큰 스트레스를 받고 고립되어 있으며, 약물 접근성이 종종 매우 높기 때문에 중독 발달에 더 취약하다. 경찰은 일반적으로 대부분의 직업군에 비해 알코올 중독률이 매우 높으며, 스트레스가 그럴듯한 요인으로 지적된다. 요원들이 일하는 환경은 종종 알코올 섭취에 대한 매우 자유로운 노출을 포함하며, 이는 스트레스 및 고립과 결합되어 알코올 중독으로 이어질 수 있다.
경관이 신뢰하게 된 사람들을 배신하는 잠입 활동과 관련하여 약간의 죄책감이 있을 수 있다. 이는 불안을 유발하거나, 아주 드물게는 대상자들에게 공감을 느끼게 할 수도 있다. 특히 정치 집단에 침투하는 경우에 그러한데, 종종 요원들은 계층, 나이, 민족 또는 종교와 같이 침투하는 사람들과 유사한 특징을 공유하게 된다. 이는 심지어 일부 요원들의 전향으로 이어질 수도 있다.
잠입 요원들의 생활 방식은 법 집행의 다른 분야와는 매우 다르며, 정상적인 임무로 다시 통합되는 것은 상당히 어려울 수 있다. 요원들은 자신들의 근무 시간을 정하고, 직접적인 감독관의 감시에서 벗어나며, 복장 및 에티켓 규칙을 무시할 수 있다. 따라서 정상적인 경찰 역할로 다시 정착하려면 오래된 습관, 언어 및 복장을 버려야 한다. 그러한 자유로운 생활 방식을 경험한 후, 요원들은 징계 문제를 겪거나 신경증적 반응을 보일 수 있다. 그들은 불편함을 느끼고, 냉소적이고 의심스럽거나 심지어 편집증적인 세계관을 가지며, 지속적으로 경계해야 한다고 느낄 수 있다.
다른 위험에는 체포, 사망 및 고문이 포함된다.

## 사복 법 집행
잠입 요원은 집행관이 아닌 사복—즉, 제복 대신 민간인 복장을 입어 법 집행관으로 탐지되거나 식별되는 것을 피하는 사람들과 혼동해서는 안 된다. 그러나 사복 경찰관은 일반적으로 일반 경찰 장비와 일반 신분증을 소지한다. 경찰 형사는 동료들이 일반적으로 입는 제복을 입지 않음으로써 사복을 입도록 지정된다. 사복 경찰관은 경찰 권한을 사용할 때 자신을 식별해야 하지만, 항상 요구에 따라 자신을 식별해야 하는 것은 아니며 일부 상황에서는 경찰관 신분에 대해 거짓말을 할 수도 있다 (스팅 작전 참조).
때때로 경찰은 무표식 차량이나 택시처럼 보이는 차량을 운전할 수 있다.

## 논란
| 추가 정보                  | 국가 | 대략적인 기간 | 세부 정보 |
| -------------------------- | ---- | ------------- | --- |
| ATF 허구 스팅 작전         | 미국 | 2011 – 2014   | 정부 요원들이 대상 피해자들을 유인하고, 특정 형량을 받도록 계산된 유형과 규모의 범죄를 저지르도록 선동했으며, 그 후 기소되어 일반적으로 약 15년 동안 투옥되었다. |
| 영국 비밀 경찰 관계 스캔들 | 영국 | ? – 2010      | 시위 집단에 침투한 비밀 경찰관들이 시위자들을 속여 장기적인 관계를 맺고, 일부 경우에는 허위 신분으로 아이를 낳았으며, 나중에 아무런 설명 없이 사라졌다. 부서는 해체되었고, 합의의 일환으로 여성들이 속았다는 점을 인정하는 무조건적인 사과가 이루어졌다. 2016년 현재 법적 조치가 계속되고 있으며, 경찰관 행위를 조사하는 비밀 경찰 수사가 진행 중이다. |

## 예시
- 유럽의 러시아 하이브리드 전쟁 (2022년~현재): 러시아 정보기관이 유럽 국가들을 대상으로 대규모로 진행 중인 비밀 작전. 이 작전은 고용된 대리인, 그럴듯한 부인, 물리적 사보타주와 사이버 전쟁의 결합을 활용하여 공개적인 적대 행위 없이 전략적 목표를 달성한다.
- 2007년 5월, ABC 뉴스와 그 뒤를 이어 데일리 텔레그래프는 조지 W. 부시 미국 대통령이 CIA에 이란의 정권 교체를 촉진하고 이란의 핵 프로그램을 방해하기 위한 "블랙 작전"을 승인했다고 보도했다.[34][35] ABC 뉴스는 비밀 작전을 보도한 것에 대해 나중에 비판을 받았는데, 2008년 대선 후보 밋 롬니는 "이란에서의 비밀 작전에 대한 ABC 뉴스 보도를 보고 충격을 받았다"고 말했다. 그러나 ABC는 CIA와 조지 W. 부시 행정부가 정보 공개 계획을 알고 있었고 아무런 이의를 제기하지 않았다고 밝혔다.[36]
- 같은 해 6월, CIA는 1950년대부터 1970년대 초까지 CIA가 수행한 불법 국내 감시, 암살 음모, 납치 및 기타 "블랙" 작전을 자세히 설명하는 "패밀리 주얼스"라고 불리는 고도로 보호된 문서 컬렉션의 일부인 비밀 기록을 기밀 해제했다. 마이클 헤이든 CIA 국장은 문서 공개 이유를 설명하며, 그것들이 "매우 다른 시대와 매우 다른 기관"의 모습을 보여준다고 말했다.[37]

## 같이 보기
- 아메리카 언더커버, 텔레비전 시리즈
- 블랙 프로젝트
- 밥 램버트, 비밀 경찰관
- 중앙정보국
- 처치 위원회
- 방첩
- 방첩 야전 활동
- 위장 (정보 수집)
- 영국의 비밀 경찰 활동
- 비밀 전쟁
- 형사
- 도니 브래스코, 잠입 연방 요원
- 간첩 행위
- 연방수사국
- 필리부스테로
- 인간 정보 (비밀 (작전 기술))
- 군사 추격전
- MI5
- 군사정보
- 사이클론 작전
- 폴 매닝, 비밀 경찰관
- 비밀 신분
- 첩보 영화
- 첩보 영화
- 팰콘 기동부대
- 풍속 단속반

### 참고 문헌
- Daugherty, William J. (2004). 《Executive Secrets: Covert Action and the Presidency》. University of Kentucky Press.
- Joh, Elizabeth (2009). 《Breaking The Law To Enforce It: Undercover Police Participation in Crime》 (PDF). 《Stanford Law Review》.

## 더 읽어보기
- 의회가 미국의 정보 활동, 특히 비밀 작전에 대해 통보받는 법적 절차, 알프레드 커밍, 2006년 1월 18일 (HTML) – 의회 조사국
- 채널 4 (2011). 《잠입 경찰관의 고백》. 마크 케네디 (경찰관)에 대한 다큐멘터리.
- 해튼스톤, 사이먼 (2011년 3월 25일). “마크 케네디: 잠입 경찰관의 고백”. 《더 가디언》.
- 진스, 크리스 (감독 및 프로듀서); 러셀, 마이크 (내레이터) (1988). “잠입 경찰관의 고백”. 《아메리카 언더커버》 (HBO). 뉴저지 주 경찰의 잠입 활동으로 제노베제 범죄 조직의 41명 이상과 부패한 교도소 관리 및 주 상원의원의 체포로 이어진 전직 경찰관 마이크 러셀의 활약을 다룬 다큐멘터리
- Johnson, Loch K. The third option: covert action and American foreign policy (Oxford University Press, 2022).
- 러셀, 마이크; 피치아렐리, 패트릭 W. (2013년 8월 6일). 《잠입 경찰관: 내가 실제 소프라노를 쓰러뜨린 방법》 초판. 토마스 던 북스. ISBN 978-1-250-00587-8.
- 와이티드, 찰스 (1973). 《미끼 남자: 잠입 경찰관의 특별한 모험》. 플레이보이 프레스/사이먼 & 슈스터. ASIN B0006CA0QG.